# IMovie
iMovie és un programari d'edició de vídeo creat per Apple Inc com a part de la suite d'aplicacions iLife per a Macintosh, el qual permet als usuaris editar les seves pròpies pel·lícules de forma professional des de casa. Versions anteriors d'iMovie (2.0.3 i anteriors) funcionen en Mac OS 9, però des de la versió 3, iMovie funciona solament en Mac OS X.
La seva versió més recent va ser llançada el 20 de gener de 2010, inclosa en iLife '11.
Quan iMovie va ser llançat per primera vegada, es va fer popular per la seva simplicitat, fent que la majoria de les tasques fossin fàcils de realitzar només amb tocar i arrossegar. Va ser tant l'impacte que va tenir que fins i tot a revistes de PC li van donar revisions i fins a una el va incloure a la portada.
El film de Jonathan Caouette llotja gran anomenat Tarnation, editat totalment amb iMovie, va ser presentat al festival de Cannes de 2004.
Integrat amb FireWire, iMovie pren el vídeo cru de la majoria de les càmeres de vídeo digitals (o de les analògiques amb convertidor digital) i les càrregues en la Mac. Un cop fet això, iMovie pot editar-los, agregar-los títols i música. Predeterminadament són inclosos efectes de correcció de color i eines de millores de vídeo, així com transicions i efectes de presentacions.
iMovie 1.0 va marcar un canvi important en el programari d'Apple que continua fent efecte fins al dia d'avui. iMovie 1.0 incloïa les dades dels creadors, així com altres programaris d'Apple ho feien en aquest temps. Però les constants trucades a Apple demanant parlar amb aquests empleats va fer que Steve Jobs eliminés dels crèdits dels productes de programari d'Apple als seus creadors; una pràctica que portava dels seus dies en Atari.
A principis de 2005, Apple va llançar iMovie HD com a part d'iLife '05, incloent-hi suport per editar vídeo d'alta definició.

## Suport de vídeo d'alta definició
A partir de la versió 5 (de 2005), iMovie processa el vídeo d'alta definició des de HDV càmeres de vídeo, en versions posteriors també de AVCHD càmeres de vídeo i H.264 comprimit amb el vídeo de MPEG-4 o arxius de pel·lícula QuickTime (. mov)., per exemple, com generat per una sèrie de càmeres de fotos digitals amb funció de gravació de vídeo HD. Per facilitar això, iMovie / iLife instal·la el còdec intermedi d'Apple en el sistema com un component QuickTime. iMovie transcodifica ('optimitza') el vídeo HD després de la ingestió ('importació') utilitzant aquest còdec i l'emmagatzema en el format d'arxiu QuickTime (.movie).

## Característiques

### Efectes de vídeo
iMovie inclou opcions per modificar i millorar la configuració de color del vídeo, retallar i rotar un clip de vídeo, estabilitzar vídeos tremolosos, afegir transicions de vídeo (com desmai), i canviar la velocitat (velocitat amunt o més a poc a poc) de clips. Hi ha efectes de vídeo de múltiples clips, com crear un tall, utilitzar una pantalla verda / blava per retallar un subjecte i reemplaçar el fons amb un clip diferent, crear una pantalla dividida i imatge efecte en la imatge. iMovie també pot manipular i millorar l'àudio d'un projecte al reduir el soroll de fons i augmentar els nivells d'àudio dels clips silenciosos.

### Importar i exportar des d'un altre programari d'Apple
Amb iMovie tenir versions en els sistemes operatius mòbils i d'escriptori d'Apple va introduir una característica que va permetre als usuaris importar projectes iMovie d'iOS a macOS. De la mateixa manera, si un projecte acaba requerint una edició més avançada que iMovie pot proporcionar, iMovie permet que els projectes siguin enviats a Final Cut Pro X.

### Trailers
iMovie permet la creació de tràilers de pel·lícules a través de plantilles incloses. La característica dels remolcs en iMovie permet que els clips es deixin caure fàcilment en la línia de temps que consisteix en panells de storyboard que tenen una etiqueta que llista quin tipus de clip s'ha de posar en cada panell. La plantilla també inclou un esquema per afegir títols i crèdits al tràiler.

### Vista prèvia de l'aplicació
iMovie se puede utilizar para crear vistas previas de aplicaciones para su uso en la App Store de Apple. Vistas previas de la aplicación permiten a los desarrolladores dar a los usuarios una breve visión general de una aplicación a través de vídeo en lugar de imágenes.

## Formats de mitjans compatibles
| Format de vídeo                             | Forrmat d'imatge fixa | Formats d'audio | Formats de contenidors |
| ------------------------------------------- | --------------------- | --------------- | ---------------------- |
| Còdec d'animació d'Apple                    | BMP                   | AAC             | 3GP                    |
| Còdec intermedi d'Apple                     | GIF                   | AIFF            | AVI                    |
| Apple ProRes                                | HEIF                  | BWF             | M4V                    |
| AVCHD (inclosos AVCCAM, AVCHD Lite i NXCAM) | JPEG                  | CAF             | MOV (QuickTime)        |
| DV (inclosos DVCAM, DVCPRO i DVCPRO50)      | PNG                   | MP3             | MP4                    |
| H.264                                       | PSD                   | MP4             |                        |
| HDV                                         | RAW                   | RF64            |                        |
| HEVC                                        | TGA                   | WAV             |                        |
| iFrame                                      | TIFF                  |                 |                        |
| Motion JPEG (només OpenDML)                 |                       |                 |                        |
| MPEG-4 SP                                   |                       |                 |                        |
| Photo JPEG                                  |                       |                 |                        |
| XAVC-S                                      |                       |                 |                        |

Després del llançament del sistema operatiu macOS Mojave els següents formats multimèdia van deixar de ser compatibles amb versions d'iMovie per la transició d'Apple a la tecnologia de 64 bits en macOS. Aquests formats d'arxius es poden convertir dins d'iMovie en macOS Mojave o abans de ser compatible amb futures versions. Les instruccions per a aquest procés de conversió es poden trobar aquí.

### Formats multimèdia afectats per la transició a la tecnologia de 64 bits[21]
Exemples de mitjans que es veuran afectats per la transició a la tecnologia de 64 bits inclouen arxius de vídeo de les primeres càmeres de vídeo Flip que utilitzen el còdec 3ivx, els primers vídeos web codificats amb el còdec Sorenson, i mitjans convertits de DVD a el format DivX. Aquests són alguns exemples de formats multimèdia afectats per aquesta transició:
- 3ivx MPEG-4
- AV1 / VP9
- AVC0 Media AVA0 Media
- BitJazz SheerVideo
- CineForm
- Cinepak
- DivX
- Flash Video
- FlashPix
- FLC
- H.261
- Implode
- Indeo video 5.1
- Intel Video 4:3
- JPEG 2000
- Microsoft Video 1
- Motion JPEG A
- Motion JPEG B
- On2 VP3, VP5, VP6, VP6-E, VP6-S, VP7, VP8, VP9
- Perian collection of codecs (Microsoft MPEG-4, DivX, 3ivx, VP6, VP3, and others)
- Pixlet
- Planar RGB
- QuickTime files encoded using still image formats (SGI, TGA, PNG, and others)
- RealVideo
- Sorenson 3
- Sorenson Sparc
- Sorenson Video / Video 3 / YUV9
- Streambox ACT-L2
- Windows Media Video 7, 8, 9
- Xiph.org’s Theora Video
- ZyGoVideo

## Historial de versions
| Versió           | Data de llançament     | Disponibilitat | Sistema                                                                                               | Notes |
| ---------------- | ---------------------- | --- | --- | --- |
| iMovie           | 5 d'octubre de 1999    | Inicialment inclòs amb iMac DV. Posteriorment es va publicar com a descàrrega gratuïta el 28 d'abril de 2000.                      | Mac OS 8.6 i Mac OS 9                                                                                 | |
| iMovie 2         | 19 de juliol de 2000   | Inclòs amb Mac habilitat per FireWire, també una compra per separat i després inclòs com a part de Mac OS X.                       | Mac OS 9 i Mac OS X                                                                                   | Es van agregar nous sons (inclosos alguns Skywalker Sound), però es van eliminar els més antics; També va eliminar l'efecte d'ondulació d'l'aigua. Primer producte d'Apple que inclou la interfície d'usuari Aqua. |
| iMovie 3         | 7 de gener de 2003     | Inclòs amb tots els Mac nous, també una compra per separat (iLife), més tard com una descàrrega gratuïta                           | Mac OS X                                                                                              | Incluido como parte de iLife. |
| iMovie 4         | 6 de gener de 2004     | Incluido con todos los Mac nuevos, también una compra por separado (iLife '04).                                                    | Mac OS X                                                                                              | Inclòs com a part de el paquet iLife '04. |
| iMovie HD 5      | 6 de gener de 2005     | Incluido con todos los Mac nuevos, también una compra por separado (iLife '05).                                                    | Mac OS X                                                                                              | Inclòs com a part de el paquet iLife '05. |
| iMovie HD 6      | 10 de gener de 2006    | Inclòs amb tots els nous Mac i compra per separat (iLife '06), més tard com a descàrrega gratuïta per als propietaris d'iLife '08. | Mac OS X 10.3 (Panther), Mac OS X 10.4 (Tiger), Mac OS X 10.5 (Leopard), Mac OS X 10.6 (Snow Leopard) | Inclòs com a part de el paquet iLife '06. |
| iMovie '08 (7.0) | 7 d'agost de 2007      | Inclòs amb tots els Mac nous i per a compra per separat (iLife '08).                                                               | Inclòs amb tots els Mac nous i per a compra per separat (iLife '08).                                  | Inclòs com a part de el paquet iLife '08. redissenyat |
| iMovie '09 (8.0) | 27 de gener de 2009    | Inclòs amb tots els Mac nous i per a compra per separat (iLife '09).                                                               | Mac OS X 10.5 (Leopard) i Mac OS X 10.6 (Snow Leopard)                                                | Inclòs com a part de el paquet iLife '09. |
| iMovie '11 (9.0) | 20 d'octubre de 2010   | Inclòs amb tots els Macs nous venuts a partir d'el 20 d'octubre de 2010 o per compra per separat en iLife '11.                     | Mac OS X 10.6 (Snow Leopard), Mac OS X 10.7 (Lion), OS X 10.8 (Mountain Lion) i OS X 10.9 (Mavericks) | Inclòs com a part de el paquet iLife '11. També disponible per a la seva compra a la Mac App Store. |
| iMovie 10.0      | 22 d'octubre de 2013   | S'inclou amb totes les Mac noves i es compra per separat en Mac App Store                                                          | OS X 10.9 (Mavericks) i posterior                                                                     | L'última versió disponible per a Mac OS X Mavericks (10.9 i posterior) és la versió 10.0.5. |
| iMovie 10.0.6    | 16 d'octubre de 2014   | S'inclou amb totes les Mac noves i es compra per separat en Mac App Store                                                          | OS X 10.10 (Yosemite) i posterior                                                                     | |
| iMovie 10.0.8    | 23 d'abril de 2015     | S'inclou amb totes les Mac noves i es compra per separat en Mac App Store                                                          | OS X 10.10 (Yosemite) i posterior                                                                     | El carregador de YouTube es va actualitzar a API 3.0 per conservar la capacitat de carregar directament des iMovie després de l'20 d'abril. Les versions anteriors d'iMovie ja no poden carregar directament a YouTube a causa que l'API 2.0 es va eliminar 3 dies abans. Ara pot usar el format Sony XAVC-S. |
| iMovie 10.0.9    | 25 de juny de 2015     | S'inclou amb totes les Mac noves i es compra per separat en Mac App Store                                                          | OS X 10.10 (Yosemite) i posterior                                                                     | Soluciona problemes amb la importació de vídeos de GoPro de còdec CineForm i el bloqueig durant les càrregues de YouTube. |
| iMovie 10.1      | 13 d'octubre de 2015   | S'inclou amb totes les Mac noves i es compra per separat en Mac App Store                                                          | OS X 10.10 (Yosemite) i posterior                                                                     | Suport per resolució 4K (3840 x 2160) a ordinadors Mac compatibles. |
| iMovie 10.1.1    | 20 de gener de 2016    | S'inclou amb totes les Mac noves i es compra per separat en Mac App Store                                                          | OS X 10.10 (Yosemite) i posterior                                                                     | Correcció d'errors |
| iMovie 10.1.2    | 28 d'abril de 2016     | S'inclou amb totes les Mac noves i es compra per separat en Mac App Store                                                          | OS X 10.11.2 (El Capitan) i posterior                                                                 | • Botó de nou projecte fàcil de trobar en el navegador de projectes • Miniatures de projectes més grans que coincideixen amb l'aspecte d'iMovie per iOS • La creació ràpida de projectes li permet començar a editar amb un sol clic |
| iMovie 10.1.3    | 27 d'octubre de 2016   | S'inclou amb totes les Mac noves i es compra per separat en Mac App Store                                                          | OS X 10.11.2 (El Capitan) i posterior                                                                 | Es va agregar suport per Touch Bar. Eliminar arxius de processament per recuperar espai en el disc. |
| iMovie 10.1.4    | 2 de desembre de 2016  | S'inclou amb totes les Mac noves i es compra per separat en Mac App Store                                                          | OS X 10.11.2 (El Capitan) i posterior                                                                 | Millores d'estabilitat |
| iMovie 10.1.5    | 13 d'abril de 2017     | Inclòs amb tots els Mac nous i gratis des de la Mac App Store des del 18 d'abril de 2017                                           | OS X 10.11.2 (El Capitan) i posterior                                                                 | • Soluciona un problema que podria afegir un tint vermell al vídeo importat d'algunes càmeres de vídeo • Resol un problema que impedia que apareguessin alguns vídeos gravats en iPhone a la finestra d'importació • Millora el rendiment i l'estabilitat. |
| iMovie 10.1.6    | 25 de maig de 2017     | S'inclou amb totes les Mac noves i es compra per separat en Mac App Store                                                          | OS X 10.11.2 (El Capitan) i posterior                                                                 | • Millora l'estabilitat en actualitzar biblioteques creades amb versions anteriors d'iMovie • Soluciona un problema que podria reduir el volum de clips després de les transicions. |
| iMovie 10.1.7    | 25 de setembre de 2017 | S'inclou amb totes les Mac noves i es compra per separat en Mac App Store                                                          | OS X 10.12.2 (Sierra) i posterior                                                                     | • Afegeix suport per a importar vídeo en format de codificació de vídeo d'alta eficiència (HEVC) amb macOS High Serra • Millora la compatibilitat en compartir a YouTube |
| iMovie 10.1.8    | 1 de novembre de 2017  | S'inclou amb totes les Mac noves i es compra per separat en Mac App Store                                                          | OS X 10.12.2 (Sierra) i posterior                                                                     | Millora la estabilitat general |
| iMovie 10.1.9    | 9 d'abril de 2018      | S'inclou amb totes les Mac noves i es compra per separat en Mac App Store                                                          | macOS 10.13.2 (High Sierra) i posterior                                                               | - Possibilitat d'ampliar l'ample de l'Inspector per veure i ajustar els paràmetres de l'efecte - Soluciona problemes amb l'actualització de biblioteques antigues - Redibuix més ràpid de les formes d'ona d'àudio quan es fan servir clips que s'importen mentre es graven al disc - Icona de diamant en l'Índex de la línia de temps per mostrar quan l'usuari ha modificat la visualització de rols en la línia de temps - Més opcions de color a l'Editor de rols - Reveal in Browser mostra correctament la ubicació del clip original al navegador - Suport per al processament de registres Cànon Log 3 i Sony S-log3 / S-Gamut3 - Resol un problema en el qual l'espectador podria desaparèixer ocasionalment en sortir de la pantalla completa - Resol problemes en què Compartir a DVD podria deixar de respondre - Millora la qualitat de la font de menú de DVD i els títols dels capítols - Millora la qualitat de la imatge en crear un DVD - Missatges de diàleg d'usuari de DVD millorats amb enllaços incrustats a la documentació |
| iMovie 10.1.10   | 7 de novembre de 2018  | S'inclou amb totes les Mac noves i es compra per separat en Mac App Store                                                          | macOS 10.13.6 (High Sierra) i posterior                                                               | - Elimina l'opció de compartir arxius de vídeo directament a Facebook - Afegeix una nova opció Preparar-se per Facebook que exporta un arxiu de vídeo compatible amb Facebook al seu sistema, que pot carregar manualment al lloc web de Facebook - Millora l'estabilitat general |
| iMovie 10.1.11   | 31 de març de 2019     | S'inclou amb totes les Mac noves i es compra per separat en Mac App Store                                                          | macOS 10.13.6 (High Sierra) i posterior                                                               | - Detecta fitxers multimèdia que poden ser incompatibles amb futures versions de macOS després de Mojave i els converteix a un format compatible - Millora la fiabilitat en compartir vídeos a YouTube |
| iMovie 10.1.13   | 8 d'octubre de 2019    | S'inclou amb totes les Mac noves i es compra per separat en Mac App Store                                                          | macOS 10.15.1 (Catalina) i posterior                                                                  | - Millora de la estabilitat, seguretat i compatibilitat - Soluciona un problema que provocava no visualitzar el títol d'un vídeo en format horitzontal en l'iPhone XS Max |
| iMovie 10.1.14   | 11 de desembre de 2019 | S'inclou amb totes les Mac noves i es compra per separat en Mac App Store                                                          | macOS 10.15.1 (Catalina) i posterior                                                                  | - Corregeix un problema que impedia mostrar contingut al navegador de la fototeca en utilitzar iMovie en MacOS Catalina. - Resol un problema que podia provocar que apareguessin artefactes visuals a la pantalla en sistemes amb targetes gràfiques Nvidia que van tenir activada l'opció "Reduir transparència" del panell de preferències Accessibilitat. - Soluciona un problema que feia que les miniatures no s'actualitzaran en arrossegar títols, fons i transicions en l'explorador. - Inclou millores generals de l'estabilitat. |

### iMovie HD 5[24]
iMovie HD inclou suport per HDV (720p i 1080i) i integració amb la resta de la suite iLife, amb botons de caixa d'eines que permeti la importació d'imatges des d'iPhoto, música des d'iTunes i la configuració de marcadores de capítols llestos per exportar a iDVD.
iMovie HD 5 importen arxius mjpeg com dv per defecte, el qual Introdueix soroll; Els arxius mjpeg estan Agrupats crípticament amb arxius "iSight" en aquesta versió.
Es va incloure una altra nova característica anomenada "Magic iMovie", que intenta automatitzar tot el Procés d'edició de vídeo, al permetre que s'agregui una transició comuna entre escenes, que es sincronitzi una pista de música amb el vídeo i que es crea un DVD amb el programari de iDVD que l'acompanya.

### iMovie HD 6[27]
iMovie 6 es va llançar el gener de 2006 com a part de la suite iLife '06, i originalment també es va incloure opcionalment amb iLife '08 com una substitució d'iMovie '08 (a causa de la incompatibilitat de la nova versió amb ordinadors Power PC Macintosh més antigues). No obstant això, aquesta opció es va eliminar després del llançament d'iLife '09. Es va integrar amb iPhoto, iTunes, iDVD, GarageBand i iWeb. iMovie HD 6 va ser dissenyat per facilitar el seu ús i va incloure nous temes. Els temes permeten a l'usuari col·locar clips de pel·lícula o fotos a fons dissenyats professionalment. Cada tema incloïa para-xocs i transicions gràfiques de moviment complet. iMovie HD 6 també ha afegit efectes en temps real, que van aprofitar la unitat de processament gràfic de l'ordinador per a realitzar alguns efectes sense renderitzar. També va introduir títols en temps real, eines i efectes d'àudio millorats, la capacitat de tenir múltiples projectes oberts alhora, podcasts de vídeo i blocs (usant la integració amb iWeb), i una aparença refinada basada en iTunes 5 i 6.

### iMovie '08[28]
iMovie '08 (Versió 7.0) es va llançar l'agost de 2007 com a part de la suite iLife '08. iMovie '08 ser un redisseny complet i reescriptura d'iMovie. Tenia una sortida HD molt millor i més formats per convertir. Això, però, estava limitat per una restricció no documentada en els còdecs compatibles. iPhoto utilitza la biblioteca QuickTime i pot crear miniatures per a tots els formats compatibles amb QuickTime, però la majoria d'aquests no poden ser utilitzats per iMovie '08. Alguns dels formats que iMovie '08 pot importar no s'han de reconèixer quan s'agreguin a una biblioteca d'iPhoto. Encara que Motion JPEGLos arxius AVI codificats semblen ser reconeguts, aquest va ser el format més comú utilitzat per les càmeres digitals. Es va agregar una nova funció anomenada "descremat" per obtenir una vista prèvia ràpida del vídeo a la biblioteca a una velocitat controlada per l'usuari, i també una funció que li permet a l'usuari ressaltar parts de clips de vídeo a l'igual ressaltar text. iMovie 08 també tenia la capacitat d'agregar més de dues capes de so de fons, incloent-hi música, narració i sons múltiples; Les versions anteriors podien reproduir diverses pistes però només podien mostrar dues pistes d'àudio addicionals. Incloïa més formats d'exportació, inclòs vídeo de la mida d'un iPhone. També era compatible amb vídeo HD no basat en cinta, com AVCHD i metratge de videocàmeres DVD i HDD. iMovie '08 també té la capacitat d'exportar pel·lícules a YouTube lloc web per compartir vídeos.
D'acord amb els requisits de sistema d'Apple, iMovie '08 requereix una Mac amb un processador PowerPC G5 o Intel de 1.9 GHz o més ràpid. Els G4 no són compatibles, tot i que Apple va vendre els seus últimes ordinadors basats en G4 (iBook G4) 14 mesos abans del llançament d'iLife '08. No obstant això, un pirateig de sistema permet que iMovie 7.1 o superior s'executi en un PowerPC G4.

#### Crrítiques a iMovie '08
iMovie 08 va ser criticat pel seu abandonament dràstic d'algunes característiques d'iMovie HD 6. Les característiques eliminades inclouen la línia de temps clàssica, la capacitat de crear marcadors de capítols de DVD, suport per a complements i control i ajust d'àudio a la línia de temps. iMovie '08 s'importa a un conjunt molt més limitat de còdecs de vídeo i formats de metadades que les versions anteriors d'iMovie o QuickTime Player d'avui. Per exemple, QuickTime Player pot ampliar-se per admetre el còdec FLIP Vídeo 3ivx MPEG-4, però iMovie '08 no pot. iMovie '08 també va eliminar la capacitat d'importar metratge DV. Com a resultat, tots els vídeos resultants tenen compressió amb pèrdua aplicada i no hi ha cap facilitat per administrar vídeos de format complet. La peculiar manca de compatibilitat amb QuickTime vol dir que QuickTime Pro pot editar una gamma de vídeo més gran que iMovie '08.
Apple va llançar iMovie HD 6 com a descàrrega gratuïta per als que van comprar iMovie '08. No obstant això, en resposta al llançament de la posterior versió més nova d'iMovie '09, Apple va eliminar la descàrrega a finals de gener de 2009 al temps que va reduir el preu de $ 299 per a Final Cut Express a $ 199. Diverses de les funcions eliminades d'iMovie '08 que es van incloure anteriorment amb iMovie HD 6 s'han restaurat en iMovie '09 i, més recentment, en iMovie '11.

### iMovie '09[33]
iMovie '09 (Versió 8.0) es va llançar el gener de 2009 com a part del paquet iLife '09. Va introduir algunes característiques noves i va restaurar algunes característiques de versions anteriors d'iMovie, inclosos els efectes bàsics de vídeo (com a càmera ràpida / lenta i pel·lícula antiga) i estabilització d'imatge, així com funcions de mapa de viatge per a localitzacions on es va gravar un vídeo. iMovie '09 també va introduir implementacions simples de característiques més avançades com a imatge en imatge i codificació de croma. També va millorar l'edició amb un editor de tall de precisió i un retallador de clips, millor suport per a càmeres basades en disc dur com Flip Mino, ha afegit alguns títols i transicions nous, i ha afegit suport complet per iDVD (que no estava disponible en iMovie '08). A més, va introduir un navegador de biblioteca de pantalla completa amb el qual l'usuari pot trobar i examinar tot el seu vídeo en un sol lloc.

### iMovie '11[34]
iMovie '11 (Versió 9.0) es va llançar el 20 d'octubre de 2010 com a part del paquet iLife '11. Té la capacitat de crear avenços per a pel·lícules casolanes, més control sobre l'àudio, reproducció instantània i efectes de flaix i retenció, reconeixement facial, temes de notícies i la capacitat de veure el vídeo en una Mac, iPad, iPhone / iPod touch o Apple TV, a més de compartir a Facebook i YouTube. Ara és compatible amb el format AVCHD Lite.
Apple va treballar amb Abbey Road Studios a Londres, Anglaterra, per portar partitures originals de música / pel·lícules a iMovie '11. La música s'usa més notablement en la funció de "tràilers" proporcionada pel programari.
El 6 de gener de 2011, Apple va posar iMovie '11 (juntament amb Aperture, la suite iWork i la resta de la suite iLife) disponibles a la llavors nova Mac App Store.
Les versions anteriors d'iMovie tenien la capacitat de dividir un esdeveniment perquè la part no desitjada d'un esdeveniment llarg pogués eliminar per estalviar memòria. Aquesta funció es va eliminar en iMovie '11 i ja no està disponible a iMovie o Final Cut Pro X.

### iMovie 10.0[36]
iMovie 10.0 va ser llançat el 22 d'octubre de el 2013 per Apple Inc. Aquesta versió d'iMovie ser un redisseny complet amb més opcions per compartir una pel·lícula, més opcions de temes de pel·lícules i avenços d'iMovie per iOS, més fàcil de fer una imatge en imatges, talls, costat a costat, etc., efectes de pantalla verda més realistes i refinaments més fàcils.

### iMovie 10.1
iMovie 10.1 es va llançar el 13 d'octubre de 2015. Va permetre l'edició de vídeo 4K i va incloure una revisió important de la interfície d'usuari, així com l'eliminació d'algunes característiques perifèriques.
| Versió                | Data                   | Disponibilitat      | Sistema              | Notes |
| --------------------- | ---------------------- | ------------------- | -------------------- | --- |
| iMovie para iOS 1.0   | 22 de juny de 2010     | Tenda d'aplicacions | iOS 4.0 o posterior  | Llançament inicial per iPhone 4 |
| iMovie para iOS 1.0.1 | 6 de juliol de 2010    | Tenda d'aplicacions | iOS 4.0 o posterior  | Millora la fiabilitat de les exportacions amb fotos, resol problemes de reproducció de música i millora el rendiment general                                                              |
| iMovie para iOS 1.1   | 8 de setembre de 2010  | Tenda d'aplicacions | iOS 4.1 o posterior  | Suport agregat per a iPod Touch (4ta generació) |
| iMovie para iOS 1.2   | 10 de març de 2011     | Tenda d'aplicacions | iOS 4.3 o posterior  | Es va agregar suport per iPad 2 i posteriors iPhone 4S |
| iMovie para iOS 1.2.1 | 1 de juny de 2011      | Tenda d'aplicacions | iOS 4.3 o posterior  | Millora la compatibilitat amb l'adaptador AV digital d'Apple, diverses millores de rendiment                                                                                              |
| iMovie para iOS 1.2.2 | 12 d'octube de 2011    | Tenda d'aplicacions | iOS 5.0 o posterior  | Millora el suport per importar vídeos des de càmeres externes |
| iMovie para iOS 1.3   | 7 de març de 2012      | Tenda d'aplicacions | iOS 5.1 o posterior  | - Suport agregat per iPad (3a generació) - Creu tràilers de pel·lícules i importa cançons de GarageBand                                                                                   |
| iMovie para iOS 1.3.1 | 1 de maig de 2012      | Tenda d'aplicacions | iOS 5.1 o posterior  | Afegeix la capacitat d'accedir a l'ajuda mentre edita un projecte |
| iMovie para iOS 1.4   | 19 de setembre de 2012 | Tenda d'aplicacions | iOS 6.0 o posterior  | Suport agregat per a iPhone 5, iPod Touch (5ta generació), iPad (4ta generació) i iPad Mini                                                                                               |
| iMovie para iOS 1.4.1 | 13 de febrer de 2013   | Tenda d'aplicacions | iOS 6.0 o posterior  | Millora la estabilitat |
| iMovie para iOS 1.4.2 | 3 de setembre de 2013  | Tenda d'aplicacions | iOS 6.0 o posterior  | Soluciona problemes de compatibilitat |
| iMovie para iOS 2.0   | 22 d'octubre de 2013   | Tenda d'aplicacions | iOS 7.0 o posterior  | Suport agregat per a iPhone 5C, iPhone 5S, iPad Air i iPad Mini 2 |
| iMovie para iOS 2.1   | 17 de setembre de 2014 | Tenda d'aplicacions | iOS 8.0 o posterior  | Suport agregat per a iPhone 6, iPhone 6 Plus, iPad Air 2 y iPad Mini 3 |
| iMovie para iOS 2.1.1 | 6 de novembre de 2014  | Tenda d'aplicacions | iOS 8.0 o posterior  | Es va agregar suport per iCloud Photo Library i iCloud Photo Sharing |
| iMovie para iOS 2.1.2 | 30 d'abril de 2015     | Tenda d'aplicacions | iOS 8.0 o posterior  | Corregeix la compatibilitat d'ús compartit de YouTube |
| iMovie para iOS 2.2   | 16 de setembre de 2015 | Tenda d'aplicacions | iOS 9.0 o posterior  | Suport 4K agregat en iPhone 6s, 6s Plus, iPad Pro |
| iMovie para iOS 2.2.1 | 22 d'octubre de 2015   | Tenda d'aplicacions | iOS 9.1 o posterior  | Es va agregar suport 4K en iPad Air 2 |
| iMovie para iOS 2.2.2 | 20 d'abril de 2016     | Tenda d'aplicacions | iOS 9.2 o posterior  | Soluciona problemes d'estabilitat |
| iMovie para iOS 2.2.3 | 28 de juliol de 2016   | Tenda d'aplicacions | iOS 9.3 o posterior  | Es va agregar la capacitat d'iniciar un projecte amb múltiples clips, compartir a Facebook i Vimeo, i suport per iPad compartit                                                           |
| iMovie para iOS 2.2.4 | 5 de setembre de 2017  | Tenda d'aplicacions | iOS 10.3 o posterior | Corregeix la compatibilitat d'ús compartit de YouTube |
| iMovie para iOS 2.2.5 | 12 d'abril de 2018     | Tenda d'aplicacions | iOS 11.2 o posterior | Afegiu suport per a la pantalla Super Retina en iPhone X i Metall per a processament de gràfics                                                                                           |
| iMovie para iOS 2.2.6 | 7 de novembre de 2018  | Tenda d'aplicacions | iOS 11.4 o posterior | Afegiu pantalla externa de suport Previsualitzar mentre s'edita en iPhone 7 o superior i iPad (6ta generació), iPad Pro (2017) o posterior                                                |
| iMovie para iOS 2.2.7 | 11 de juny de 2019     | Tenda d'aplicacions | iOS 11.4 o posterior | Afegeix compatibilitat amb efectes de pantalla verda, ClassKit, elimina la possibilitat de compartir en iMovie Theater amb una funcionalitat similar que s'admet a través d'iCloud Photos |

### iMovie per a iOS
El 7 de juny de 2010, Steve Jobs va anunciar en el seu discurs d'obertura de WWDC que el proper iPhone 4 admetria una nova versió nativa d'iMovie per iOS que admet moltes de les característiques bàsiques de la versió per a Mac del programari. iMovie per iPhone estava oficialment disponible el 24 de juny de 2010 per a coincidir amb el llançament de l'iPhone 4.
L'1 de setembre de 2010, iMovie es va fer compatible amb el nou iPod Touch de quarta generació. Es va llançar una versió d'iPad d'iMovie per iOS amb el llançament de l'iPad 2, anunciat en un esdeveniment de mitjans d'Apple el 2 de març de 2011 i llançat set dies després. El 7 de març de 2012, Tim Cook va anunciar una versió actualitzada d'iMovie per iOS juntament amb l'iPad de tercera generació.
Les versions posteriors han afegit suport per a resolució 4K, 3D Touch i més en la versió 2.2, processament de gràfics metàl·lics en la versió 2.2.5, pantalles externes, i efectes de pantalla verda en la versió 2.2.7.